# Phyllopodopsyllus mossmani
Phyllopodopsyllus mossmani is een eenoogkreeftjessoort uit de familie van de Tetragonicipitidae. De wetenschappelijke naam van de soort is voor het eerst geldig gepubliceerd in 1912 door Scott T..